# Arindam Bhattacharya
Arindam Bhattacharya (n. Calcuta, 20 de mayo de 1989) es un jugador de fútbol profesional indio que juega en la demarcación de portero para el NorthEast United de la I-League.

## Biografía
Arindam Bhattacharya debutó como futbolista profesional en 2007 a los 18 años de edad con el Churchill Brothers SC. Jugó durante cinco temporadas en las que ganó la I-League, la Copa Durand en tres ocasiones, la IFA Shield en dos ocasiones, y la Liga de fútbol de Goa en 2008. Tras un pequeño paso en 2012 por el Mohun Bagan AC, Bhattacharya volvió al Churchill Brothers SC.

## Selección nacional
Arindam Bhattacharya ha jugado un total de cinco partidos con la selección de fútbol de la India, haciendo su debut en 2006.

## Clubes
| Club                  | País  | Año       | Partidos | Goles |
| --------------------- | ----- | --------- | -------- | ----- |
| Churchill Brothers SC | India | 2007-2012 | 36       | 0     |
| Mohun Bagan AC        | India | 2012-2013 | 7        | 0     |
| Churchill Brothers SC | India | 2013-2014 | 14       | 0     |
| FC Pune City          | India | 2014      | 11       | 0     |
| Bharat FC (cedido)    | India | 2015      | 17       | 0     |
| FC Pune City          | India | 2015      | 4        | 0     |
| SC Goa (cedido)       | India | 2016      | 16       | 0     |
| FC Pune City          | India | 2016      | 1        | 0     |
| Bengaluru FC (cedido) | India | 2017      | 6        | 0     |
| Mumbai City FC        | India | 2017-2018 | 6        | 0     |
| ATK                   | India | 2018-2020 | 38       | 0     |
| ATK Mohun Bagan FC    | India | 2020-2021 | 23       | 0     |
| SC East Bengal        | India | 2021-2022 | 11       | 0     |
| NorthEast United      | India | 2022-     | 10       | 0     |

## Palmarés
Churchill Brothers SC
- I-League: 2009
- Copa Durand (3): 2007, 2009 y 2011
- IFA Shield (2): 2009 y 2011
- Liga de fútbol de Goa: 2008